# Union du peuple gabonais
 (mars 2021).
La mise en forme du texte ne suit pas les recommandations de Wikipédia : il faut le « wikifier ».
Les points d'amélioration suivants sont les cas les plus fréquents. Le détail des points à revoir est peut-être précisé sur la page de discussion.
- Les titres sont pré-formatés par le logiciel. Ils ne sont ni en capitales, ni en gras.
- Le texte ne doit pas être écrit en capitales (les noms de famille non plus), ni en gras, ni en italique, ni en « petit »…
- Le gras n'est utilisé que pour surligner le titre de l'article dans l'introduction, une seule fois.
- L'italique est rarement utilisé : mots en langue étrangère, titres d'œuvres, noms de bateaux, etc.
- Les citations ne sont pas en italique mais en corps de texte normal. Elles sont entourées par des guillemets français : « et ».
- Les listes à puces sont à éviter, des paragraphes rédigés étant largement préférés. Les tableaux sont à réserver à la présentation de données structurées (résultats, etc.).
- Les appels de note de bas de page (petits chiffres en exposant, introduits par l'outil «  Source ») sont à placer entre la fin de phrase et le point final[comme ça].
- Les liens internes (vers d'autres articles de Wikipédia) sont à choisir avec parcimonie. Créez des liens vers des articles approfondissant le sujet. Les termes génériques sans rapport avec le sujet sont à éviter, ainsi que les répétitions de liens vers un même terme.
- Les liens externes sont à placer uniquement dans une section « Liens externes », à la fin de l'article. Ces liens sont à choisir avec parcimonie suivant les règles définies. Si un lien sert de source à l'article, son insertion dans le texte est à faire par les notes de bas de page.
- La présentation des références doit suivre les conventions bibliographiques. Il est recommandé d'utiliser les modèles {{Ouvrage}}, {{Chapitre}}, {{Article}}, {{Lien web}} et/ou {{Bibliographie}}. Le mode d'édition visuel peut mettre en forme automatiquement les références.
- Insérer une infobox (cadre d'informations à droite) n'est pas obligatoire pour parachever la mise en page.

Pour une aide détaillée, merci de consulter Aide:Wikification.
Si vous pensez que ces points ont été résolus, vous pouvez retirer ce bandeau et améliorer la mise en forme d'un autre article.
 (janvier 2015).
L’Union du peuple gabonais (UPG) est une formation politique gabonaise dont l'idéologie est proche du socialisme et de la social-démocratie, créée le 14 juillet 1989 par Pierre Mamboundou (décédé le 15 octobre 2011). Sa date de création coïncide avec la célébration du bicentenaire de la Déclaration française des droits de l'homme et du citoyen.

## Création
L'annonce de la création de ce parti politique a valu à son chef trois ans et demi d'exil à Dakar au Sénégal, une condamnation à 10 ans de prison par contumace et d'être déchu de ses droits civiques et politiques. Cette formation politique fut en effet créée alors que la constitution gabonaise consacrait le monopartisme d'État. Son cofondateur, Doukakas Nziengui Moukwati fut arrêté et enfermé à la prison centrale de Libreville où il trouva la mort dans des conditions mystérieuses.
L'Union du peuple gabonais se fait connaitre dans l'opinion dès 1989 en inondant les villes du pays de tracts, fax et télex appelant les gabonais à réclamer le retour du multipartisme et de la démocratie pluraliste. Les fondateurs de ce parti sont largement inspirés par le vent de démocratie qui souffle en Europe de l'Est et dont la matérialisation est la chute du mur de Berlin.
Chaque jour, de nouveaux fax et télex arrivent au Gabon, les messages qu'ils contiennent sont signés du nom d'un fonctionnaire international, Pierre Mamboundou. Ce dernier, encore en poste à Paris pour le compte de l'ACCT, devient vite une cible pour le régime du Président Bongo qui le fait expulser de France par une mesure d'urgence absolue pour Dakar au Sénégal.
De Dakar, où il est exilé, Pierre Mamboundou continue de diriger son parti, il reçoit discrètement des délégations de militants venues de Libreville à qui il donne des instructions qu'ils transmettent de retour au Gabon. Il noue de fortes relations d'amitié avec les responsables politiques et les intellectuels sénégalais. Il se rapproche également de la communauté estudiantine gabonaise au Sénégal de laquelle il tirera les futurs cadres de l'Union du peuple gabonais. C'est ainsi qu'il rencontre Richard Moulomba, qui est vite séduit par ses idées et qui intègre le parti. Il en deviendra, quelques années plus tard, le Secrétaire général.
De 1989 à 1993, les militants de l'Union du peuple gabonais sont traqués par le régime du président Omar Bongo, ses responsables ne se réunissent que nuitamment et clandestinement sous la direction de Sébastien Mamboundou Mouyama, Secrétaire exécutif du parti.

## Légalisation
Exclu du bénéfice de la Conférence nationale du 23 mars au 19 avril 1990 — qui a débouché sur le retour du multipartisme intégral en République gabonaise —, par conséquent non éligible au bénéfice de la reconnaissance conférée de droit à ceux des partis y ayant pris part, l’Union du peuple gabonais est le premier parti politique au Gabon à se soumettre à la procédure de légalisation. Dans un contexte où la simple sympathie à l'UPG expose à tous les ostracismes, l’Union du peuple gabonais peut réunir les trois mille (3 000) noms exigés par la loi, et par la même occasion, administrer la preuve de son implantation sur toute l’étendue du territoire.
Malgré l’accomplissement de toutes les formalités requises par la loi, la délivrance du récépissé définitif tarde ; l'Union du peuple gabonais se fonde alors sur la disposition de la loi selon laquelle « la diligence de l’autorité compétente pour la délivrance du récépissé est enfermée dans des délais 3 mois, au terme desquels, faute de réponse, la légalisation est acquise de droit » pour déclarer sur la place publique qu’il est régulièrement constitué, plaçant les pouvoirs publics devant le fait accompli.
Lorsque le récépissé définitif est finalement délivré le 30 septembre 1991, les premiers dirigeants du Parti, sûrs de leur bon droit, déploient leurs actions à travers le pays.
Le 1er novembre 1993, Pierre Mamboundou, le président de l'UPG quitte son exil dakarois et regagne Libreville malgré la condamnation à 10 ans de prison prononcée par contumace qui pèse sur lui. Pour célébrer son retour, des militants sortent dans les rues de Libreville pour manifester leur joie.
À Libreville, le 16 novembre 1993, Pierre Mamboundou, conseillé par les responsables locaux de l'UPG, fait opposition à sa condamnation par contumace. Le ministère public, qui avait huit jours pour réagir à sa démarche, mal préparé à ce cas de figure nécessitant une procédure particulièrement lourde (qui requiert un décret pour nommer les juges d’instruction, les représentants du parquet, ainsi que la juridiction de jugement), ne peut pas convoquer la Cour de sûreté de l’État dans les huit jours suivant le recours. Le 24 novembre 1993 sa condamnation est donc réputée n'avoir jamais existé. L'Union du peuple gabonais (UPG) le présente alors comme candidat à l'élection présidentielle du 5 décembre 1993. Sa candidature est rejetée. Une fois de plus, l'UPG est empêchée de participer à un scrutin.

## Organisation
L'Union du peuple gabonais, qui se présente comme un parti de gouvernement, a à sa tête un président, Pierre Mamboundou, qui donne les orientations, fixe les objectifs et représente le parti dans les actes de la vie civile et politique, il est assisté du secrétariat exécutif dirigé par le professeur Mathieu Mboumba Nziengui, frère cadet de Doukakas Nziengui Mukwty qui tient des réunions bi-hebdomadaires. Chaque membre du secrétariat exécutif est titulaire d'un département et dispose d'un cabinet. Le secrétariat général, dirigé par Richard Moulomba, assure la gestion administrative et financière du parti. L'Union du peuple gabonais est représentée dans chaque province du Gabon par une fédération provinciale, elle-même divisée en délégations départementales, communales et d'arrondissements. La cellule est la plus petite subdivision du parti, l'ensemble des cellules en forment la base.
À l'étranger, l'Union du peuple gabonais dispose de représentations internationales.

## Batailles électorales

### Les «Accords de Paris»
Les soubresauts que connait le pays à la suite de la victoire contestée d'Omar Bongo à l'élection présidentielle du 5 décembre 1993 donne à l'Union du peuple gabonais l'occasion de s'exprimer au grand jour sur la crise qui mine le pays et de devenir un interlocuteur crédible dans le règlement de ladite crise. C'est à ce titre que l'UPG est invitée à prendre part aux négociations convoqués à Paris du 5 au 27 septembre 1994 pour trouver des solutions de sortie de crise. Le parti y est représenté par Sébastien Mamboundou Mouyama, son Secrétaire exécutif, qui devient le porte-parole des partis d'oppositions présents à Paris. Les « Accords de Paris » signés, l'UPG s'insurge contre le peu de garanties obtenues par l'opposition sur l'organisation d'élections justes, crédibles et transparentes. Le parti refuse de faire campagne pour le référendum qui doit les faire adopter et décline la proposition qui lui est faite d'intégrer le gouvernement d’Union nationale pour la démocratie  dirigé par le docteur Paulin Obame Nguema, conseiller spécial du Président de la République. Sébastien Mamboundou Mouyama décide alors d'entrer au gouvernement à titre personnel et sans l'accord de la direction du parti. Il en sera exclu.

### Les premiers élus du parti
Entre 1994 et 1996, l'UPG continue de s'implanter à travers le pays. En décembre 1996, l'Union du peuple gabonais présente des candidats aux élections législatives, il obtient deux députés, l'un issu de la commune de Gamba, remportée par Blaise Sédar Makanga et l'autre dans le département de la Dola où Pierre Mamboundou est plébiscité. Le parti a ses premiers élus. Ses députés intègrent le groupe parlementaire Forces démocratiques unies (FDU) à l'Assemblée nationale, groupe que dirige Pierre Mamboundou et qui comprend aussi les députés du Forum africain pour la reconstruction (FAR) et du Parti social-démocrate (PSD). L'Union du peuple gabonais confirmera son implantation dans ces circonscriptions électorales en remportant en 1997 les mairies de ces localités.

### Le scrutin présidentiel de 1998
Pierre Mamboundou est désigné par les partis membres du Haut conseil de la résistance (HCR) — la principale coalition des partis d'opposition — pour être le candidat du groupement à l'élection présidentielle du 6 décembre 1998. Il est soutenu par une demi-douzaine de partis parmi lesquels le Parti gabonais du progrès (PGP) de Pierre Louis Agondjo Okawé, le Congrès pour la démocratie et la justice (CDJ) de Jules Aristide Bourdes Ogouliguendé et le Parti gabonais du centre indépendant (PGCI) de Jean-Pierre Lemboumba-Lepandou. Parmi ses soutiens on compte aussi Léon Mébiame, un ancien premier ministre d'Omar Bongo devenu opposant. Le candidat du HCR à la présidentielle de 1998 est finalement classé deuxième derrière Omar Bongo selon les résultats officiels avec 16,54 % des suffrages. L'Union du peuple gabonais crie alors au hold-up électoral et qualifie Omar Bongo de « Président par défaut ». À Omar Bongo qui appelle à un gouvernement d'ouverture, l'UPG répond : « La majorité gouverne, l'opposition à minima propose, à maxima s'oppose ».
En 2001 l'UPG, toujours au sein du Haut conseil de la résistance (HCR), est à l'origine du boycott des élections législatives par l'opposition gabonaise afin de dénoncer les doublons, les inscriptions multiples sur la liste électorale et la fraude organisée. Son mot d'ordre de boycott est largement suivi, seuls 15 % des électeurs se rendent aux urnes.

### L'opposition à la trêve sociale
L'Union du peuple gabonais organise en 2000 une marche à Libreville dont le point de chute est le bâtiment abritant les services du ministère de l'éducation nationale pour réclamer la suppression de la « rame de papier » et du « papier hygiénique » des listes de fournitures des élèves du primaire et du secondaire. Son président, en tête du cortège, va discuter directement de la question avec le ministre chargé de ces questions. Quelques semaines plus tard, il obtient gain de cause.
En 2002, avec les élections locales l'Union du peuple gabonais opère une percée y compris dans les régions réputées proches du pouvoir comme la localité d'Okondja (sud-est) où son chef est porté en triomphe par les populations ; lel parti obtient en tout quarante-quatre conseillers municipaux.
L'opposition de l'UPG à la trêve sociale proposée par le gouvernement, en 2003, lui donne l'occasion d'inviter les principaux syndicalistes du pays à une rencontre à son siège. Parmi les présents, on retrouve Daniel Kombe Lekombo qui dirige le syndicat des enseignants et Christiane Bitoughat à la tête de l'union des syndicats de l'administration publique. À cette rencontre le parti expose sa position selon laquelle la signature d'une trêve sociale priverait les travailleurs d'un droit inaliénable, le droit de grève. Une trêve sociale de trois ans prenant fin en 2006 est finalement signée en présence d'Omar Bongo le 26 septembre 2003. La Fédération des syndicats des enseignants de l'éducation nationale (FESEENA) dirigée par Daniel Kombe Lekombo signe la trêve avant de la dénoncer 12 jours plus tard.

### Scrutin présidentiel de 2005
Les 25 et 27 novembre 2005, Pierre Mamboundou est à nouveau le candidat de l'UPG à l'élection présidentielle. Pendant toute la durée de la campagne électorale, l'Union du peuple gabonais est privée de médias, son candidat ne sera vu à la télévision qu'une fois lors d'une émission d'une 1 heure 30 intitulée « Le débat ». Sa campagne est d'ailleurs jalonnée d'évènements malheureux : à Okondja, où il se rend pour tenir meeting, son cortège est attaqué à l'entrée de la ville par une bande de jeunes armées de machette ; à Franceville dans la région natale d'Omar Bongo, son meeting est interrompu par les jets de pierres de jeunes déposés quelques minutes plus tôt par bus ; à Gamba, son avion, pourtant affrété, disparait mystérieusement.
Comme en 1998, le parti conteste les résultats officiels qui le classent deuxième derrière Omar Bongo avec 13,57 % des suffrages. Il déclare même être vainqueur de cette élection avec 52,14 % des suffrages et appelle les populations à la désobéissance civile. La contestation qui s'ensuit dans les rues de Libreville, Port-gentil, Lambaréné et Tchibanga conduit à l'arrestation de 14 militants de l'UPG. Mbina Boulingui Gildas, un militant upgiste, est retrouvé mort par balles dans la périphérie sud de Libreville, 21 autres personnes sont interpellées à la suite d'une conférence de presse commune avec Zacharie Myboto, chef de l'Union gabonaise pour la démocratie et le développement (UGDD).

### Saccage du siège du parti
Dans la nuit du 20 au 21 mars 2006, le siège national de l'UPG est saccagé par des unités de l'armée gabonaise encagoulées ; son chef, qui s'y trouvait, a été exfiltré in extremis par sa sécurité avant d'être récupéré par l'attaché militaire de l'ambassade des États-Unis qui le conduit à l'ambassade d'Afrique du Sud à Libreville où il restera pendant un mois. Le ministre de l'Intérieur, André Mba Obame, justifiera plus tard l'intervention des forces de sécurité et de défense par la recherche d'armes de guerre finalement pas trouvées.
Confronté à un éventuel second exil, Pierre Mamboundou sort de sa résidence sud-africaine le 19 avril 2006 pour aller discuter avec Omar Bongo des conditions de décrispation du débat politique au Gabon. La rencontre revêt un caractère historique du fait que Pierre Mamboundou s'était refusé à rencontrer Omar Bongo pendant 20 ans,. L'Union du peuple gabonais fera par la suite des propositions pour améliorer le dispositif légal en matière électorale, parmi lesquelles l'introduction de la biométrie dans le système de recensement des électeurs.

### Législatives et municipales de 2006 et 2007
Aux élections législatives qui suivirent l'Union du Peuple Gabonais obtint 7 députés dont 4 dans les deux principales villes du pays, Libreville et Port-gentil. Avec ses députés l'UPG forme un groupe parlementaire homogène à l'Assemblée nationale qui s'illustre par deux propositions de loi et des positions tranchées dans les débats parlementaires.
En 2007 l'Union du Peuple Gabonais obtient 91 conseillers municipaux issus principalement des grands centres urbains. Invité à intégrer le gouvernement conduit par le premier ministre Jean Eyéghé Ndong cette année-là, l'UPG décline à nouveau l'offre, elle signifie sa décision à Omar Bongo le 14 janvier 2007.

### Scrutin présidentiel de 2009
Le décès du président Omar Bongo, le 8 juin 2009, marque le début d'une recomposition politique au Gabon. C'est ainsi qu'en juillet 2009, l'Union du peuple gabonais engage des consultations qui débouchent sur la création de l'Alliance pour le changement et la restauration (ACR), coalition composée au départ de cinq partis politiques puis de sept, dont l'objectif est la prise du pouvoir pour l'exercer ensemble.
C'est donc au nom de l'Alliance pour le changement et la restauration que Pierre Mamboundou se porte candidat à l'élection présidentielle anticipée d'août 2009. Sa candidature est alors soutenue par son parti, l'Union du peuple gabonais, l'Alliance nationale des bâtisseurs (ANB) de Séraphin Ndaot, l'Union pour la nouvelle république (UPNR) de Louis Gaston Mayila, le Parti socialiste gabonais (PSG) d'Augustin Moussavou King et le Rassemblement national des bûcherons (RNB) de Pierre André Kombila. Il obtient 25,64 % des suffrages mais revendique la première place avec 39,15 %.
Le 3 septembre 2009, l'annonce de la victoire d'Ali Bongo, fils d'Omar Bongo, coïncidant avec une intervention musclée d'un bataillon d'élite de l'armée gabonaise à un sit-in organisé à la demande du président de l'UPG et où ce dernier est grièvement blessé, conduit à un embrasement du pays. À Libreville, mais surtout à Port-gentil, la capitale économique, fief traditionnel de l'Union du peuple gabonais, les populations descendent dans les rues réclamer la victoire de Pierre Mamboundou. C'est ainsi qu'à Port-Gentil, le consulat général de France, les sièges des sociétés pétrolière Total et Schlumberger ainsi que le foyer Roger Butin sont incendiés. Les manifestants accusent la France d'être à l'origine de la prise de pouvoir d'Ali Bongo. Le commissariat de police est saccagé et les détenus libérés. Le déploiement massif des militaires à Port-gentil cause près de 150 morts selon un rapport de l'opposition tandis que le gouvernement parlait lui de 3 morts. Les militaires se seraient livrés à des exactions sur les populations, telles le viol, dénoncé dans le rapport de l'opposition.
L'Union du peuple gabonais (UPG) se positionne aujourd'hui comme le principal parti de l'opposition gabonaise[réf. nécessaire].

### Résultats de l'UPG aux scrutins présidentiels
| Date d'élections       | Pourcentage officiel | Rang officiel       | Pourcentage revendiqué par l'UPG | Rang revendiqué par l'UPG |
| ---------------------- | -------------------- | ------------------- | -------------------------------- | ------------------------- |
| 5 décembre 1993        | candidature rejetée  | candidature rejetée | candidature rejetée              | candidature rejetée       |
| 6 décembre 1998        | 16,5 %               | 2e sur 7            | Non communiqué                   | 1er sur 7                 |
| 25 et 27 novembre 2005 | 13,57 %,             | 2e sur 5            | 52,14 %                          | 1er sur 5                 |
| 30 août 2009           | 25,64 %              | 2e sur 19           | 39,15 %                          | 1er sur 19                |